# Championnats du monde par équipes de patinage artistique 2025
Navigation
Mondiaux par équipes 2023 Mondiaux par équipes 2027
Les neuvièmes Championnats du monde par équipes de patinage artistique ont lieu au Metropolitan Gymnasium du 17 au 20 avril 2025 à Tokyo au Japon.
Les six pays ayant eu les meilleurs résultats au cours de la saison 2024/2025 sont qualifiés pour ces championnats : le Canada, les États-Unis, la France, la Géorgie, l'Italie et le Japon. Chaque pays choisit deux patineurs individuels, deux patineuses individuelles, un couple artistique et un couple de danse sur glace.
La Géorgie participe pour la première fois aux championnats du monde par équipes. 

## Palmarès final
| Rang | Médailles | Pays       | Points de l'équipe |
| ---- | --------- | ---------- | ------------------ |
| 1    | Or        | États-Unis | 126                |
| 2    | Argent    | Japon      | 110                |
| 3    | Bronze    | Italie     | 86                 |
| 4    |           | France     | 78                 |
| 5    |           | Canada     | 72                 |
| 6    |           | Géorgie    | 68                 |

## Patineurs
| Pays       | Messieurs                       | Dames                              | Couples                                  | Danse sur glace                       |
| ---------- | ------------------------------- | ---------------------------------- | ---------------------------------------- | ------------------------------------- |
| Canada     | Aleksa Rakic Roman Sadovsky     | Sara-Maude Dupuis Madeline Schizas | Deanna Stellato-Dudek / Maxime Deschamps | Piper Gilles / Paul Poirier           |
| États-Unis | Jason Brown Ilia Malinin        | Amber Glenn Alysa Liu              | Alisa Efimova / Misha Mitrofanov         | Madison Chock / Evan Bates            |
| France     | Kevin Aymoz Adam Siao Him Fa    | Lorine Schild Léa Serna            | Camille Mendoza / Pavel Kovalev          | Evgeniia Lopareva / Geoffrey Brissaud |
| Géorgie    | Nika Egadze Moris Kvitelashvili | Anastasia Gubanova Alina Urushadze | Anastasiia Metelkina / Luka Berulava     | Diana Davis / Gleb Smolkin            |
| Italie     | Daniel Grassl Nikolaj Memola    | Lara Naki Gutmann Anna Pezzetta    | Sara Conti / Niccolò Macii               | Charlène Guignard / Marco Fabbri      |
| Japon      | Yuma Kagiyama Shun Sato         | Mone Chiba Kaori Sakamoto          | Riku Miura / Ryuichi Kihara              | Utana Yoshida / Masaya Morita         |

## Résultats par épreuves

### Hommes
| Rang | Nom                 | Pays       | Points | Programme court | Programme court | Points pour l'équipe | Programme libre | Programme libre | Points pour l'équipe |
| ---- | ------------------- | ---------- | ------ | --------------- | --------------- | -------------------- | --------------- | --------------- | -------------------- |
| 1    | Ilia Malinin        | États-Unis | 289.96 | 1               | 106.08          | 12                   | 1               | 183.88          | 12                   |
| 2    | Jason Brown         | États-Unis | 273.15 | 3               | 93.82           | 10                   | 2               | 179.33          | 11                   |
| 3    | Adam Siao Him Fa    | France     | 264.63 | 2               | 96.16           | 11                   | 6               | 168.47          | 7                    |
| 4    | Shun Sato           | Japon      | 263.30 | 5               | 93.68           | 8                    | 4               | 169.62          | 9                    |
| 5    | Yuma Kagiyama       | Japon      | 262.66 | 4               | 93.73           | 9                    | 5               | 168.93          | 8                    |
| 6    | Daniel Grassl       | Italie     | 259.52 | 7               | 87.07           | 6                    | 3               | 172.45          | 10                   |
| 7    | Kevin Aymoz         | France     | 253.41 | 6               | 88.07           | 7                    | 7               | 165.34          | 6                    |
| 8    | Roman Sadovsky      | Canada     | 238.09 | 9               | 84.75           | 4                    | 9               | 153.34          | 4                    |
| 9    | Nika Egadze         | Géorgie    | 232.59 | 8               | 84.76           | 5                    | 10              | 147.83          | 3                    |
| 10   | Nikolaj Memola      | Italie     | 227.37 | 11              | 69.20           | 2                    | 8               | 158.17          | 5                    |
| 11   | Aleksa Rakic        | Canada     | 203.46 | 10              | 72.86           | 3                    | 11              | 130.60          | 2                    |
| 12   | Moris Kvitelashvili | Géorgie    | 179.81 | 12              | 59.54           | 1                    | 12              | 120.27          | 1                    |

### Femmes
| Rang | Nom                | Pays       | Points | Programme court | Programme court | Points pour l'équipe | Programme libre | Programme libre | Points pour l'équipe |
| ---- | ------------------ | ---------- | ------ | --------------- | --------------- | -------------------- | --------------- | --------------- | -------------------- |
| 1    | Alysa Liu          | États-Unis | 226.67 | 1               | 75.70           | 12                   | 1               | 150.97          | 12                   |
| 2    | Kaori Sakamoto     | Japon      | 220.54 | 2               | 75.54           | 11                   | 3               | 145.00          | 10                   |
| 3    | Amber Glenn        | États-Unis | 212.63 | 7               | 63.70           | 6                    | 2               | 148.93          | 11                   |
| 4    | Anastasia Gubanova | Géorgie    | 211.19 | 3               | 69.80           | 10                   | 4               | 141.39          | 9                    |
| 5    | Mone Shiba         | Japon      | 208.18 | 4               | 69.66           | 9                    | 5               | 138.52          | 8                    |
| 6    | Lara Naki Gutmann  | Italie     | 201.56 | 5               | 68.43           | 8                    | 6               | 133.13          | 7                    |
| 7    | Madeline Schizas   | Canada     | 188.50 | 6               | 63.93           | 7                    | 7               | 124.57          | 6                    |
| 8    | Lorine Schild      | France     | 181.44 | 8               | 63.66           | 5                    | 8               | 117.78          | 5                    |
| 9    | Léa Serna          | France     | 164.33 | 11              | 57.68           | 2                    | 9               | 106.65          | 4                    |
| 10   | Sara-Maude Dupuis  | Canada     | 160.95 | 10              | 61.88           | 3                    | 10              | 99.07           | 3                    |
| 11   | Anna Pezzetta      | Italie     | 160.66 | 9               | 62.25           | 4                    | 11              | 98.41           | 2                    |
| 12   | Alina Urushadze    | Géorgie    | 128.96 | 12              | 38.77           | 1                    | 12              | 90.19           | 1                    |

### Couples
| Rang | Nom                                      | Pays       | Points | Programme court | Programme court | Points pour l'équipe | Programme libre | Programme libre | Points pour l'équipe |
| ---- | ---------------------------------------- | ---------- | ------ | --------------- | --------------- | -------------------- | --------------- | --------------- | -------------------- |
| 1    | Riku Miura / Ryuichi Kihara              | Japon      | 226.05 | 1               | 80.99           | 12                   | 1               | 145.06          | 12                   |
| 2    | Sara Conti / Niccolò Macii               | Italie     | 216.36 | 2               | 74.10           | 11                   | 2               | 142.26          | 11                   |
| 3    | Anastasiia Metelkina / Luka Berulava     | Géorgie    | 213.63 | 3               | 73.67           | 10                   | 3               | 139.96          | 10                   |
| 4    | Deanna Stellato-Dudek / Maxime Deschamps | Canada     | 201.00 | 4               | 66.65           | 9                    | 4               | 134.35          | 9                    |
| 5    | Alisa Efimova / Misha Mitrofanov         | États-Unis | 182.24 | 5               | 64.57           | 8                    | 5               | 117.67          | 8                    |
| 6    | Camille Mendoza / Pavel Kovalev          | France     | 162.19 | 6               | 54.74           | 7                    | 6               | 107.45          | 7                    |

### Danse sur glace
| Rang | Nom                                   | Pays       | Points | Danse rythmique | Danse rythmique | Points pour l'équipe | Danse libre | Danse libre | Points pour l'équipe |
| ---- | ------------------------------------- | ---------- | ------ | --------------- | --------------- | -------------------- | ----------- | ----------- | -------------------- |
| 1    | Madison Chock / Evan Bates            | États-Unis | 224.76 | 1               | 91.25           | 12                   | 1           | 133.51      | 12                   |
| 2    | Piper Gilles / Paul Poirier           | Canada     | 219.06 | 2               | 87.15           | 11                   | 2           | 131.91      | 11                   |
| 3    | Charlène Guignard / Marco Fabbri      | Italie     | 206.40 | 3               | 84.58           | 10                   | 3           | 121.82      | 10                   |
| 4    | Evgeniia Lopareva / Geoffrey Brissaud | France     | 198.22 | 4               | 81.78           | 9                    | 5           | 116.44      | 8                    |
| 5    | Diana Davis / Gleb Smolkin            | Géorgie    | 194.91 | 5               | 76.47           | 8                    | 4           | 118.44      | 9                    |
| 6    | Utana Yoshida / Masaya Morita         | Japon      | 151.58 | 6               | 56.63           | 7                    | 6           | 94.95       | 7                    |